# Ukraines fodboldforbund
Ukraines fodboldforbund (ukrainsk: Федерація Футболу України) (engelsk: Football Federation of Ukraine, FFU) er det øverste ledelsesorgan for fodbold i Ukraine. Det administrerer de ukrainske fodbolddivisioner og landsholdet og har hovedsæde i Kyiv.
Forbundet blev grundlagt i 1991, da Ukraine blevet selvstændigt efter efter Sovjetunionens sammenbrud. Det blev medlem af FIFA og UEFA i 1992.

## Ekstern henvisning
- FFU.org.uaArkiveret 6. juni 2012 hos  Wayback Machine

| Fodbold | Spire Denne artikel om en fodboldorganisation er en spire som bør udbygges. Du er velkommen til at hjælpe Wikipedia ved at udvide den. |